# جانشینی ثانویه
1. یک جامعه جنگلی برگریز پایدار
2. یک آشفتگی مانند آتش‌سوزی آغاز می‌شود.
3. آتش پوشش گیاهی را نابود می‌کند.
4. آتش عرصه را خالی می‌کند ولی خاک از بین نمی‌رود.
5. نخست چمن و دیگر گیاهان علفی رشد می‌کنند.
6. درختچه‌خا و درختان در عرصه عمومی پایه‌گذاری را آغاز می‌کنند.
7. درختان همیشه‌سبز و بامبوهای سریع الرشد تا نهایت رشد می‌کنند، درحالی‌که درختان مقاوم به سایه رشد در زیراشکوب می‌کنند.
8. درختان کوتاه‌عمر و نابردبار به سایه در زیر درختان برگیریز بزرگتر می‌میرند.این بوم‌سازگان اکنون به وضعیت شبیه به حالت آغازین برگشته است.

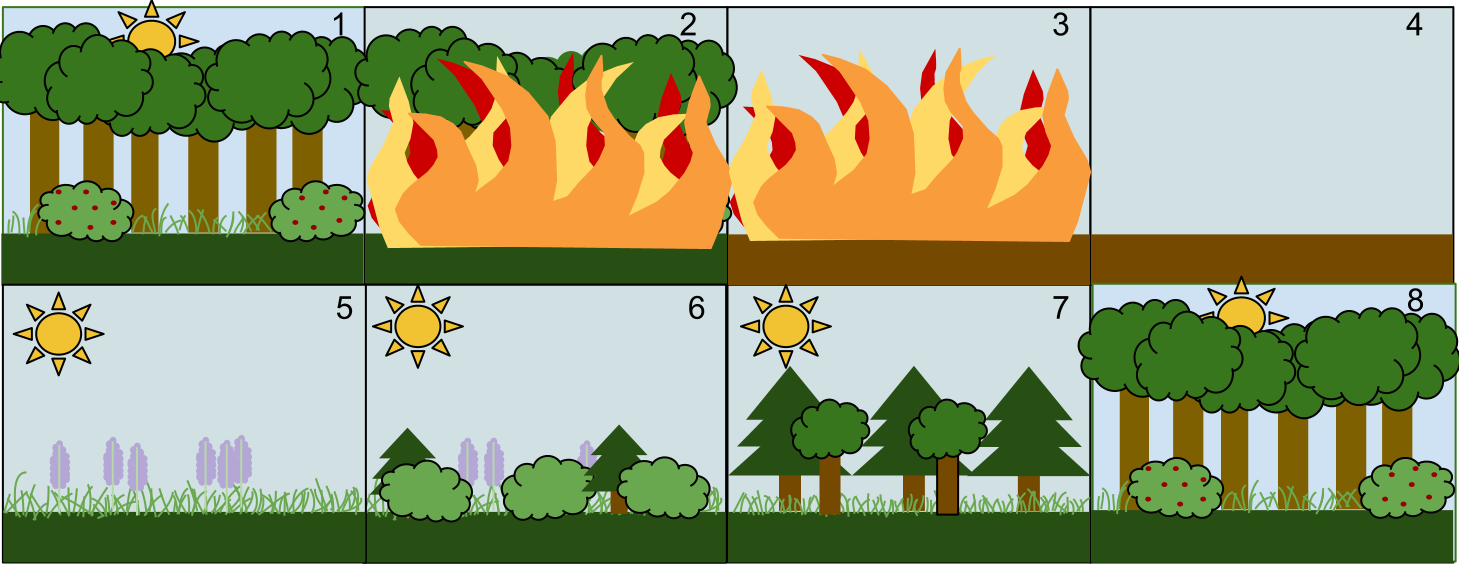
نمونه‌ای از جانشینی ثانویه بر اساس مراحل:

جانشینی ثانویه (به انگلیسی: Secondary succession)، جانشینی زیست‌محیطی ثانویه زندگی یک گیاه است. برخلاف جانشینی اولیه جانشینی ثانویه فرآیندی است که توسط یک رویداد آغاز می‌شود (مانند آتش‌سوزی جنگل، برداشت محصول، توفان، و غیره) که یک بوم‌سازگان از پیش ایجاد شده (مانند یک جنگل یا یک مزرعه گندم) را به جمعیت کمتری کاهش می‌دهد. گونه‌ها، و به این ترتیب جانشینی ثانویه در خاک از پیش موجود رخ می‌دهد، در حالی که جانشینی اولیه معمولاً در مکانی بدون خاک رخ می‌دهد. عوامل زیادی می‌توانند بر جانشینی ثانویه تأثیر بگذارند، مانند برهم‌کنش تغذیه‌ای، ترکیب اولیه و مبادلات رقابت-کلنی. عواملی که افزایش فراوانی یک گونه را در طول جانشینی کنترل می‌کنند، ممکن است عمدتاً با تولید و پراکندگی بذر، اقلیم خرد تعیین شوند. ساختار چشم‌انداز (اندازه تکه‌های زیستگاه و فاصله تا منابع بذر خارجی)؛ چگالی ظاهری، پی‌اچ، و بافت خاک (شن و رس).
جانشینی ثانویه، جانشینی بوم‌شناختی است که پس از اینکه جانشینی اولیه ازهم گسیخته شد و برخی از گیاهان و جانوران هنوز وجود دارند، رخ می‌دهد. معمولاً زودتر از جانشینی اولیه رخ می‌دهد زیرا خاک در حال حاضر وجود دارد و دانه‌ها، ریشهها و اندام‌های رویشی زیرزمینی گیاهان ممکن است هنوز در خاک زنده بمانند.

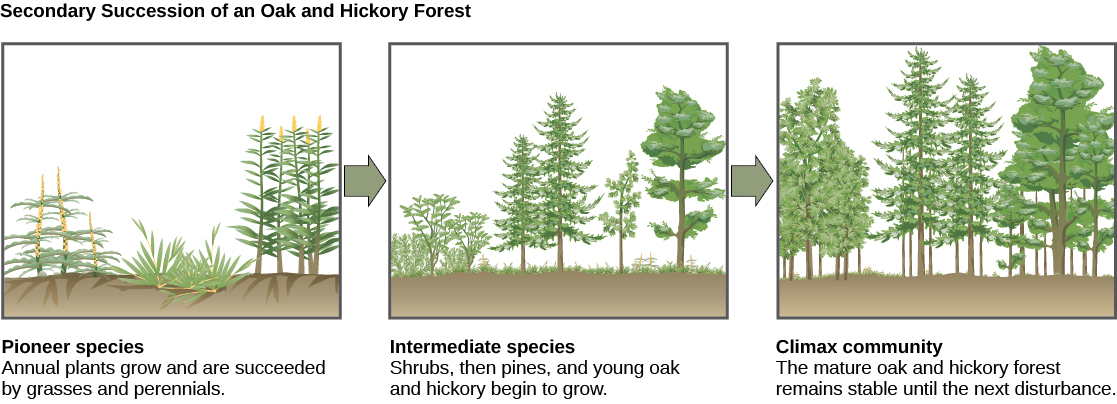
جانشینی ثانویه یک جنگل بلوط و هیکوری